# Yokoo Shinrinjin
Yokoo Shinrinjin (japanisch 横尾 深林人; geboren 22. März 1898 in Takata (Präfektur Niigata); gestorben 1959) war ein japanischer Maler im Nihonga-Stil.

## Leben und Wirken
Yokoo Shinrinjin studierte Malerei im Stil des Nanga unter Kodama Hakuyō (児玉 白羊) und Komuro Suiun. Unter Sawada Shisen (沢田 紫川) bildete er sich auf dem Gebiet der klassischen chinesischen Gedichte. 1915 stellte er zum ersten Mal Bilder aus, und zwar auf der 50. Versammlung der „Nihon Nanshū Gakai“ (日本南宗画会). 1918 wurde das Bild „Keitō Setsugo“ (渓頭雪後) – etwa „Oben an der Schlucht nach dem Scheefall“ auf der 12. „Bunten“-Ausstellung angenommen.
Yokoo war mit seinen Bildern weiterhin erfolgreich auf den staatlichen Ausstellungen. 1928 erhielt sein Bild „Kanchō“ (閑暢) – auf der 7. Ausstellung der „Nihon Nanshū Gakai“ den höchsten Preis und wurde auch auf der 10. „Teiten“ prämiert. Die „Nihon Nanshū Gakai“ nahm ihn daraufhin als Mitglied auf. 1930 gründete er zusammen mit dem Maler im Yōga-Stil Fukuda Toyoshirō und anderen den Verlag  „Bijutsujin-sha“ (美術人社), der die Quartalsmagazin „Bijutsujin“ (美術人) herausgab. Er stellte weiter Bilder aus, auch dann auf der „Shin-Bunten“, wo er juryfrei zugelassen wurde. Auf der Kunstausstellung anlässlich der „2600 Jahre Japan“-Feier 1940 zeigte er das Bild „Benibana-shiki Zansui“ (紅花鋪浅水) – etwa „Wasserreste der Färberdistel“. 1944 zeigte er auf der „Shin-Bunten“-Ausstellung das Bild „Enson Utō“ (煙村雨棹) – etwa „Rauchende Dörfer – starker Regen“.
Nach dem Zweiten Weltkrieg zeigte Yokoo ab der 4. „Nitten“ wieder Bilder. 1958 nahm er an der Ausstellung „Nihon Gendai Kaiga“ (日本現代絵画展), die in Europa gezeigt wurde, teil. 1961 wurde er für die Ausstellung „Gendai Nihon Bokuga“ (現代日本墨画), die im Ausland gezeigt wurde, ausgewählt.